# Moviment Nacional per l'Estabilitat i el Progrés
El Moviment Nacional per a l'Estabilitat i el Progrés (en búlgar Национално движение за стабилност и възход o Nacionalno dviženie za stabilnost i văzhod; ) és un partit polític búlgar liderat per Simeó de Saxònia-Coburg Gotha (Simeó Borisov Saxkoburggotski o Simeó II), antic rei d'aquest país destronat el 1946.
Aquest partit va participar en les eleccions legislatives búlgares de 2001 amb el nom de Moviment Nacional Simeó II, obtenint una àmplia majoria que va dur al seu líder, Simeó II, a ocupar durant quatre anys el càrrec de Primer Ministre de Bulgària. A les eleccions legislatives búlgares de 2005 el Moviment Nacional Simeó II va ser el segon partit més votat, amb el 19,9% dels vots i 53 escons (67menys que el 2001), formant part juntament amb el Partit Socialista Búlgar i el partit de la minoria turca de la coalició de govern. De fet, el partit de Simeó II no deixa de mostrar futures expectatives de Restauració monàrquica a Bulgària, atès que el Rei no va renunciar als seus legítims drets a la Corona quan va sofrir l'exili.
Pertany a la Internacional Liberal i a Partit Europeu Liberal Demòcrata Reformista, pel que els seus europarlamentaris s'inscriuen en el grup Aliança dels Liberals i Demòcrates per Europa. A les eleccions legislatives búlgares de 2009 va obtenir 127.470 vots (el 3,02%) i no va obtenir representació parlamentària. Poc després Simeó II va dimitir com a cap del partit.

## Resultats electorals

### Assemblea Nacional
| Any      | Vots                  | %                     | Escons                | +/–                   | Govern                |
| -------- | --------------------- | --------------------- | --------------------- | --------------------- | --------------------- |
| 2001     | 1,952,513             | 42.74 (#1)            | 120 / 240             | Nou                   | Coalició              |
| 2005     | 725,314               | 19.88 (#2)            | 53 / 240              | 67                    | Coalició              |
| 2009     | 127,470               | 3.02 (#8)             | 0 / 240               | 53                    | Extraparlamentari     |
| 2013     | No hi van participar. | No hi van participar. | No hi van participar. | No hi van participar. | No hi van participar. |
| 2014     | 7,917                 | 0.24 (#17)            | 0 / 240               | =                     | Extraparlamentari     |
| 2017     | No hi van participar. | No hi van participar. | No hi van participar. | No hi van participar. | No hi van participar. |
| Apr 2021 | No hi van participar. | No hi van participar. | No hi van participar. | No hi van participar. | No hi van participar. |
| Jul 2021 | No hi van participar. | No hi van participar. | No hi van participar. | No hi van participar. | No hi van participar. |
| Nov 2021 | No hi van participar. | No hi van participar. | No hi van participar. | No hi van participar. | No hi van participar. |
| 2022     | No hi van participar. | No hi van participar. | No hi van participar. | No hi van participar. | No hi van participar. |
| 2023     | 6,764                 | 0.25 (#13)            | 0 / 240               | =                     | Extraparlamentari     |
| Jun 2024 | Dins Bulgària Blava   | Dins Bulgària Blava   | 0 / 240               | =                     | Extraparlamentari     |

### Parlament Europeu
| Any  | Líder             | Vots                    | %                       | Escons | +/– | Grup |
| ---- | ----------------- | ----------------------- | ----------------------- | ------ | --- | ---- |
| 2007 | Bilyana Raeva     | 121,398                 | 6.27 (#5)               | 1 / 18 | Nou | ALDE |
| 2009 | Meglena Kuneva    | 205,146                 | 7.96 (#5)               | 2 / 17 | 1   | ALDE |
| 2014 | Antonia Parvanova | Coalició KOD            | Coalició KOD            | 0 / 17 | 2   | –    |
| 2019 | Rumen Cholakov    | Coalició NDSV-Nou Temps | Coalició NDSV-Nou Temps | 0 / 17 | =   | –    |
| 2024 | Tsveta Kirilova   | Dins Bulgària Blava     | Dins Bulgària Blava     | 0 / 17 | =   | –    |